# Temporada 2022 de la Red Bull MotoGP Rookies Cup
La temporada 2022 de la Red Bull MotoGP Rookies Cup fue la decimosexta temporada del certamen que busca a futuros campeones del mundo. La temporada comenzó el fin de semana del 23 al 24 de abril en el Autódromo Internacional do Algarve y finalizó el fin de semana del 17 al 18 de septiembre en el MotorLand Aragón después de 7 rondas y 14 carreras.
La temporada se vio empañada por la muerte del joven motociclista checo Jakub Gurecký, quien falleció en un accidente mientras entrenaba en Eslovaquia en febrero. Gurecký iba a participar en esta temporada de la copa y tras su muerte su lugar en la lista de inscriptos no fue ocupada.

## Calendario
| Calendario 2022 | Calendario 2022  | Calendario 2022 | Calendario 2022    | Calendario 2022    | Calendario 2022    | Calendario 2022   |
| Ronda           | Fecha            | Circuito        | Pole position      | Vuelta rápida      | Piloto ganador     | Fuente            |
| --------------- | ---------------- | --------------- | ------------------ | ------------------ | ------------------ | ----------------- |
| 1               | 23 de abril      | Algarve         | Ángel Piqueras     | José Rueda         | José Rueda         | [ 7 ]             |
| 1               | 24 de abril      | Algarve         | Ángel Piqueras     | Rico Salmela       | Collin Veijer      | [ 8 ]             |
| 2               | 30 de abril      | Jerez           | José Antonio Rueda | Filippo Farioli    | José Antonio Rueda | [ 9 ]             |
| 2               | 1 de mayo        | Jerez           | José Antonio Rueda | Casey O'Gorman     | Máximo Quiles      | [ 10 ]            |
| 3               | 28 de mayo       | Mugello         | Filippo Farioli    | Rico Salmela       | Máximo Quiles      | [ 11 ]            |
| 3               | 29 de mayo       | Mugello         | Filippo Farioli    | Lorenz Luciano     | Collin Veijer      | [ 12 ]            |
| 4               | 18 de junio      | Sachsenring     | José Antonio Rueda | José Antonio Rueda | José Antonio Rueda | [ 13 ]            |
| 4               | 19 de junio      | Sachsenring     | José Antonio Rueda | José Antonio Rueda | Ángel Piqueras     | [ 14 ]            |
| -               | 9 de julio       | Kymi Ring       | Carrera Cancelada  | Carrera Cancelada  | Carrera Cancelada  | Carrera Cancelada |
| -               | 10 de julio      | Kymi Ring       | Carrera Cancelada  | Carrera Cancelada  | Carrera Cancelada  | Carrera Cancelada |
| 5               | 20 de agosto     | Red Bull Ring   | Ángel Piqueras     | Máximo Quiles      | Ángel Piqueras     | [ 15 ]            |
| 5               | 21 de agosto     | Red Bull Ring   | Ángel Piqueras     | Ángel Piqueras     | Tatchakorn Buasri  | [ 16 ]            |
| 6               | 17 de septiembre | Aragón          | José Antonio Rueda | Máximo Quiles      | Rico Salmela       |                   |
| 6               | 18 de septiembre | Aragón          | José Antonio Rueda | Ángel Piqueras     | Collin Veijer      |                   |
| 7               | 5 de noviembre   | Valencia        | Ángel Piqueras     | Ángel Piqueras     | Luca Lunetta       |                   |
| 7               | 6 de noviembre   | Valencia        | Ángel Piqueras     | Máximo Quiles      | Máximo Quiles      |                   |

## Estadísticas

### Sistema de puntuación
Solo los 15 primeros suman puntos. El piloto tiene que terminar la carrera para recibir puntos.
| Posición | 1º | 2º | 3º | 4º | 5º | 6º | 7º | 8º | 9º | 10º | 11º | 12º | 13º | 14º | 15º |
| -------- | -- | -- | -- | -- | -- | -- | -- | -- | -- | --- | --- | --- | --- | --- | --- |
| Puntos   | 25 | 20 | 16 | 13 | 11 | 10 | 9  | 8  | 7  | 6   | 5   | 4   | 3   | 2   | 1   |

### Campeonato
| Pos. | Piloto             | POR | POR | JER | JER | MUG | MUG | SAC | SAC | RBR | RBR | ARA | ARA | VAL | VAL | Pts |
| ---- | ------------------ | --- | --- | --- | --- | --- | --- | --- | --- | --- | --- | --- | --- | --- | --- | --- |
| 1    | José Antonio Rueda | 1   | 2   | 1   | 3   | 11  | 6   | 1   | 4   | 2   | 4   | 2   | 6   | 4   | 7   | 224 |
| 2    | Collin Veijer      | 3   | 1   | 3   | 4   | 15  | 1   | 4   | 2   | 4   | 5   | 4   | 1   | 7   | 6   | 210 |
| 3    | Máximo Quiles      | Ret | 8   | 4   | 1   | 1   | Ret | 12  | 6   | 9   | 2   | 3   | 2   | 3   | 1   | 189 |
| 4    | Ángel Piqueras     | Ret | DNS | 2   | 6   | 4   | 8   | Ret | 1   | 1   | 3   | 5   | 3   | 2   | 2   | 184 |
| 5    | Luca Lunetta       | Ret | 10  | 8   | 2   | 8   | 5   | 3   | 8   | 5   | 8   | Ret | 4   | 1   | 3   | 150 |
| 6    | Tatchakorn Buasri  | 5   | 6   | Ret | 8   | 2   | 3   |     |     | 3   | 1   | 6   | 8   | Ret | 14  | 126 |
| 7    | Rico Salmela       | Ret | 5   | 7   | 11  | 3   | 7   | 8   | 5   | Ret | 9   | 1   | Ret | 6   | 5   | 122 |
| 8    | Casey O'Gorman     | 2   | 3   | 5   | 5   | Ret | 22  | 6   | 10  | Ret | 10  | 7   | 7   | 5   | Ret | 109 |
| 9    | Filippo Farioli    | Ret | DNS | 6   | 7   | 9   | 2   | 7   | 3   | 14  | 7   | Ret | 5   |     |     | 93  |
| 10   | Harrison Voight    | 4   | 4   | Ret | 10  |     |     | 2   | 7   | 16  | 12  | 9   | 11  | 10  | 8   | 91  |
| 11   | Marcos Ruda        | 12  | 15  | 14  | 9   | 10  | 9   | 14  | 14  | 8   | 6   | 8   | 9   | 8   | 4   | 85  |
| 12   | Lorenz Luciano     | 10  | 14  | 17  | 12  | 7   | 12  | 5   | 11  | 17  | 16  | 12  | 15  | 14  | 12  | 52  |
| 13   | Danial Shahril     | 9   | 12  | 9   | 15  | Ret | 13  | 10  | 13  | 6   | 15  | Ret | 13  | 15  | 13  | 49  |
| 14   | Fadillah Aditama   | 11  | 18  | Ret | 19  | 5   | 10  | Ret | 22  | 7   | Ret | 17  | 19  | 11  | 9   | 43  |
| 15   | Jakob Rosenthaler  | 8   | 11  | Ret | 17  | 6   | 14  | 16  | 17  | 10  | Ret | 14  | 16  | 12  | 11  | 42  |
| 16   | Eddie O'Shea       | Ret | 9   | 11  | 13  | 13  | 4   | Ret | 9   | DNS | DNS |     |     |     |     | 38  |
| 17   | Cormac Buchanan    |     |     | 12  | 20  | Ret | 11  | 11  | Ret | Ret | 13  | 16  | 12  | 9   | 10  | 34  |
| 18   | Gabin Planques     | 6   | 7   | 10  | 18  | Ret | 17  | 13  | Ret | 12  | Ret | Ret | Ret | DNS | DNS | 32  |
| 19   | Ruché Moodley      | 14  | 13  | 13  | 14  | Ret | 18  | 21  | 12  | Ret | 11  | 10  | 10  | DNS | DNS | 31  |
| 20   | Demis Mihaila      | 15  | 20  | 15  | 16  | Ret | 15  | 9   | 15  | 11  | 14  | 11  | 18  | 16  | 16  | 23  |
| 21   | Jacob Roulstone    | 7   | Ret | 20  | 24  | 16  | 20  | 19  | 20  | 15  | 17  | 13  | 17  | 13  | 15  | 17  |
| 22   | Soma Görbe         | Ret | 16  | 16  | Ret | Ret | 16  | 15  | 16  | 13  | DNS | Ret | 14  | 17  | 17  | 6   |
| 23   | Alex Venturini     | Ret | 19  | 18  | 21  | 12  | 19  | 17  | 21  | Ret | 18  | 15  | 20  | 18  | Ret | 5   |
| 24   | Freddie Heinrich   | 13  | 17  | Ret | DNS |     |     | 20  | 19  | 18  | 19  | 18  | Ret | Ret | 18  | 3   |
| 25   | Amaury Mizera      | Ret | Ret | 21  | 22  | 14  | 21  | 18  | 18  | 19  | DNS |     |     |     |     | 2   |
| 26   | Guillermo Moreno   | 16  | 21  | 19  | 23  | 17  | Ret | 22  | Ret | 20  | 20  | 19  | 21  | Ret | 19  | 0   |
| Pos. | Piloto             | POR | POR | JER | JER | MUG | MUG | SAC | SAC | RBR | RBR | ARA | ARA | VAL | VAL | Pts |

| Color     | Resultado                                                               |
| --------- | ----------------------------------------------------------------------- |
| Oro       | Ganador                                                                 |
| Plata     | 2.ª plaza                                                               |
| Bronce    | 3.ª plaza                                                               |
| Verde     | Finalizó en los puntos                                                  |
| Azul      | Finalizó sin puntos                                                     |
| Azul      | NC - No clasificado                                                     |
| Violeta   | Ret - No terminó (Carrera)                                              |
| Rojo      | DNQ - No se clasificó                                                   |
| Negro     | DSQ - Descalificado                                                     |
| Blanco    | DNS - No empezó (carrera)                                               |
| Blanco    | WD - Retirado (fin de semana)                                           |
| Blanco    | C - Carrera cancelada                                                   |
| Sin color | DNP - Inscrito pero no participó                                        |
| Sin color | INJ - Lesionado                                                         |
| Sin color | EX - Excluido                                                           |
| Estado    | Resultado                                                               |
| Negrita   | Pole position                                                           |
| Cursiva   | Vuelta rápida                                                           |
| †         | Abandona, pero clasifica al completar el porcentaje requerido para ello |

## Participantes
| Participantes 2022 | Participantes 2022 | Participantes 2022 |
| No.                | Piloto             | Rondas             |
| ------------------ | ------------------ | ------------------ |
| 2                  | Amaury Mizera      | 1-5                |
| 5                  | Tatchakorn Buasri  | 1-3, 5-7           |
| 8                  | Eddie O'Shea       | 1-5                |
| 9                  | Freddie Heinrich   | 1-2, 4-7           |
| 10                 | Guillermo Moreno   | Todas              |
| 11                 | Ruché Moodley      | Todas              |
| 12                 | Jacob Roulstone    | Todas              |
| 14                 | Cormac Buchanan    | 2-7                |
| 18                 | Ángel Piqueras     | Todas              |
| 21                 | Demis Mihaila      | Todas              |
| 27                 | Rico Salmela       | Todas              |
| 28                 | Máximo Quiles      | Todas              |
| 29                 | Harrison Voight    | 1-2, 4-7           |
| 42                 | Soma Görbe         | Todas              |
| 48                 | Gabin Planques     | Todas              |
| 55                 | Alex Venturini     | Todas              |
| 58                 | Luca Lunetta       | Todas              |
| 67                 | Casey O'Gorman     | Todas              |
| 69                 | Marcos Ruda        | Todas              |
| 77                 | Filippo Farioli    | 1-6                |
| 78                 | Jakob Rosenthaler  | Todas              |
| 81                 | Lorenz Luciano     | Todas              |
| 93                 | Fadillah Aditama   | Todas              |
| 95                 | Collin Veijer      | Todas              |
| 99                 | José Antonio Rueda | Todas              |